# Антиб-3
Анти́б-3 (фр. Antibes-3) — кантон на юго-востоке Франции в регионе Прованс — Альпы — Лазурный Берег, департамент Приморские Альпы, округ Грас. Кантон был создан 22 марта 2015 года, он включает в себя коммуну Биот (из состава упразднённого кантона Антиб-Биот) и часть Антиба.

## История
Впервые кантон Антиб был создан в 1793 году, затем модифицирован в 1801 году. В 1973 году был упразднён и преобразован в два новых кантона Антиб-Нор и Антиб-Сюд. В 1985 года в результате административной реформы взамен упразднённых кантонов Антиб-Нор и Антиб-Сюд созданы кантоны: Антиб-Биот, Антиб-Центр и Валлори-Антиб-Уэст. В 2015 году кантоны были упразднены и на их месте созданы новые: Антиб-1, Антиб-2 и Антиб-3.
Кантон Антиб-3 — новая единица административно-территориального деления Франции (департамент Приморские Альпы, округ Грас), созданная декретом от 24 февраля 2014 года. Новая норма административного деления вступила в силу на первых региональных (территориальных) выборах (новый тип выборов во Франции). Таким образом, единые территориальные выборы заменяют два вида голосования, существовавших до сих пор: региональные выборы и кантональные выборы (выборы генеральных советников). Первые выборы такого типа, на которых избирают одновременно и региональных советников (членов парламентов французских регионов) и генеральных советников (членов парламентов французских департаментов) состоялись в коммуне Антиб 22 марта 2015 года. Эта дата официально считается датой создания нового кантона. Начиная с этих выборов, советники избираются по смешанной системе (мажоритарной и пропорциональной). Избиратели каждого кантона выбирают Совет департамента (новое название генерального Совета): двух советников разного пола. Этот новый механизм голосования потребовал перераспределения коммун по кантонам, количество которых в департаменте уменьшилось вдвое с округлением итоговой величины вверх до нечётного числа в соответствии с условиями минимального порога, определённого статьёй 4 закона от 17 мая 2013 года. В результате пересмотра общее количество кантонов департамента Приморские Альпы в 2015 году уменьшилось с 52-х до 27-ти.
Советники департаментов избираются сроком на 6 лет. Выборы территориальных и генеральных советников проводят по смешанной системе: 80 % мест распределяется по мажоритарной системе и 20 % — по пропорциональной системе на основе списка департаментов. В соответствии с действующей во Франции избирательной системой для победы на выборах кандидату в первом туре необходимо получить абсолютное большинство голосов (то есть больше половины голосов из числа не менее 25 % зарегистрированных избирателей). В случае, когда по результатам первого тура ни один кандидат не набирает абсолютного большинства голосов, проводится второй тур голосования. К участию во втором туре допускаются только те кандидаты, которые в первом туре получили поддержку не менее 12,5 % от зарегистрированных и проголосовавших «за» избирателей. При этом, для победы во втором туре выборов достаточно простого большинства (побеждает кандидат, набравший наибольшее число голосов).

## Состав кантона
Новый кантон в составе округа Грас сформирован 22 марта 2015 года. По данным INSEE, кантон Антиб-3 включает в себя 1 коммуну упразднённого кантона Антиб-Биот (Биот) и часть Антиба. Численность населения кантона — 35 717 человек (2013).
С 22 марта 2015 года кантону подчинены 2 коммуны:
| Код INSEE | Коммуна | Французское название | Почтовый индекс | Площадь, км²              | Население (2013)                | Плотность, чел/км²         |
| --------- | ------- | -------------------- | --------------- | ------------------------- | ------------------------------- | -------------------------- |
| 06004     | Антиб   | Antibes              | 06600 06160     | часть — ? коммуна — 26,48 | часть — 25 702 коммуна — 75 456 | часть — ? коммуна — 2847,0 |
| 06018     | Биот    | Biot                 | 06410           | 15,54                     | 10 015                          | 644,0                      |